# Horbach (bei Simmertal)
Horbach település Németországban, Rajna-vidék-Pfalz tartományban. Lakosainak száma 44 fő (2023. december 31.).

## Népesség
A település népességének változása:
| Lakosok száma | 49   | 39   | 41   | 43   | 45   | 45   | 44   |
|               | 1975 | 2010 | 2017 | 2019 | 2021 | 2022 | 2023 |